# Ostružná
Ostružná (do roku 1918 Spornava, Špornava, niem. Spornhau) – miejscowość gminna położona w kraju ołomunieckim, w powiecie Jesionik, w Czechach.
Gmina leży na granicy dwóch rejonów historycznych - Ostružná i Petříkov to historyczne Morawy, natomiast Ramzová Dolny Śląsk.
W miejscowości jest stacja kolejowa Ostružná.

## Podział
Części gminy:
- Ostružná
- Petříkov
- Ramzová

Gminy katastralne:
- Ostružná (1884,90 ha)
- Petříkov u Branné (623,53 ha)